# Juan Antonio Barragán
Juan Antonio Barragán Rico (Sevilla, 25 de marzo de 1951) es un economista y político español. Fue secretario general de las Juventudes Socialistas de España después del XIII Congreso Federal de 1977, primero realizado en España tras la dictadura franquista.

## Biografía
Licenciado en Ciencias Económicas, fue elegido diputado del Congreso en las elecciones generales de 1979 dentro de la candidatura del Partido Socialista Obrero Español (PSOE) por Cantabria y reelegido en los comicios de 1982. Su condición de parlamentario en las Cortes Generales por dicha circunscripción hizo que también formara parte de la Asamblea Mixta de Cantabria (1979-1982), así como de la posterior Asamblea Provisional de Cantabria (1982-1983) durante la Legislatura Provisional.
Fue miembro de la Comisión Ejecutiva Federal del PSOE. Con posterioridad fue nombrado director general de la empresa pública Sociedad para el Desarrollo Energético de Andalucía (Sodean), cargo que ocupa en la actualidad.